# Festa della gastronomia
La festa della gastronomia (in francese, Fête de la Gastronomie) è un'iniziativa del Ministero dell'economia, dell'industria e del digitale di Francia creata nel 2011 in occasione dell'iscrizione del Pasto gastronomico francese nella lista del patrimonio immateriale dell'umanità dell'UNESCO il 16 novembre 2010. La festa ha luogo in Francia e in tutto il mondo.
La festa della gastronomia offre agli attori della gastronomia l'opportunità di organizzare degli eventi per valorizzare il loro talento. Ogni anno la diversità dei partecipanti dà vita ad azioni originali e ambiziose, quali banchetti, visite guidate, creazioni culinarie, esposizioni, conferenze. La festa della gastronomia è un evento conviviale durante il quale i professioni della gastronomia e il pubblico si incontrano mettendo in valore la gastronomia dal prodotto alla tavola.

## Prima edizione: 23 settembre 2011
- Tema: «La Terra: dal pianeta ai prodotti terrestri».

## Seconda edizione: 22 settembre 2012
- Tema «Regioni: creazione e tradizione».
- Padrino: Michel Guérard.

## Terza edizione: 20, 21 et 22 settembre 2013
- Padrino: Thierry Marx.

## Quarta edizione: 26, 27 et 28 settembre 2014
- Tema: "L'amore dei gesti e dei savoir-faire".
- Padrino: Guillaume Gomez.

## Quinta edizione: 25, 26 et 27 settembre 2015
- Tema: "Creatività et Audacia".
- Madrina: Anne-Sophie Pic.